# La Liga 1959–60
La Liga 1959-60 là mùa giải thứ 29 của La Liga kể từ khi nó được thành lập. Giải đấu bao gồm các câu lạc bộ sau:
| - Athletic Bilbao - Atlético Madrid - FC Barcelona - Elche CF - RCD Espanyol - Granada CF - UD Las Palmas - CA Osasuna |  | - Real Betis - Real Madrid C.F. - Real Oviedo - Real Sociedad - Real Valladolid - Real Zaragoza - Sevilla FC - Valencia CF |

## Bảng xếp hạng
| Vị trí | Câu lạc bộ       | Số trận | T  | H | Th | BT | BB | Điểm | HS  |                                 |
| ------ | ---------------- | ------- | -- | - | -- | -- | -- | ---- | --- | ------------------------------- |
| 1      | FC Barcelona     | 30      | 22 | 2 | 6  | 86 | 28 | 46   | 58  | Vô địch La Liga                 |
| 2      | Real Madrid C.F. | 30      | 21 | 4 | 5  | 92 | 36 | 46   | 56  |                                 |
| 3      | Athletic Bilbao  | 30      | 19 | 1 | 10 | 74 | 45 | 39   | 29  |                                 |
| 4      | Sevilla FC       | 30      | 16 | 4 | 10 | 63 | 44 | 36   | 19  |                                 |
| 5      | Atlético Madrid  | 30      | 15 | 3 | 12 | 59 | 40 | 33   | 19  |                                 |
| 6      | Real Betis       | 30      | 15 | 3 | 12 | 42 | 53 | 33   | -11 |                                 |
| 7      | Real Oviedo      | 30      | 13 | 7 | 10 | 38 | 51 | 33   | -13 |                                 |
| 8      | RCD Espanyol     | 30      | 11 | 8 | 11 | 33 | 29 | 30   | 4   |                                 |
| 9      | Valencia CF      | 30      | 11 | 6 | 13 | 37 | 33 | 28   | 4   |                                 |
| 10     | Elche CF         | 30      | 11 | 5 | 14 | 41 | 64 | 27   | -23 |                                 |
| 11     | Real Zaragoza    | 30      | 10 | 5 | 15 | 49 | 58 | 25   | -9  |                                 |
| 12     | Granada CF       | 30      | 10 | 5 | 15 | 38 | 52 | 25   | -14 |                                 |
| 13     | Real Valladolid  | 30      | 11 | 3 | 16 | 48 | 61 | 25   | -13 |                                 |
| 14     | Real Sociedad    | 30      | 10 | 3 | 17 | 41 | 61 | 23   | -20 |                                 |
| 15     | CA Osasuna       | 30      | 8  | 2 | 20 | 42 | 75 | 18   | -33 | Xuống hạng tới Segunda División |
| 16     | UD Las Palmas    | 30      | 5  | 3 | 22 | 24 | 77 | 13   | -53 | Xuống hạng tới Segunda División |